# Гданський повіт
Гданський повіт (пол. powiat gdański) — один з 16 земських повітів Поморського воєводства Польщі.
Утворений 1 січня 1999 року в результаті адміністративної реформи.

## Загальні дані
Повіт знаходиться у східно-центральній частині воєводства.
Адміністративний центр — місто Прущ-Гданський.
Станом на 1.01.2008 населення становить 89 073 осіб, площа 793,75 км².

## Демографія
Демографічні дані повіту станом на 30.06.2005:
|       | Всього | Всього | Жінки  | Жінки | Чоловіки | Чоловіки |
| ----- | ------ | ------ | ------ | ----- | -------- | -------- |
|       | осіб   | %      | осіб   | %     | осіб     | %        |
| Повіт | 83 850 | 100    | 42 369 | 50,5  | 41 481   | 49,5     |
| Міста | 23 645 | 100    | 12 270 | 51,9  | 11 375   | 48,1     |
| Села  | 60 205 | 100    | 30 099 | 50    | 30 106   | 50       |